# Edoni

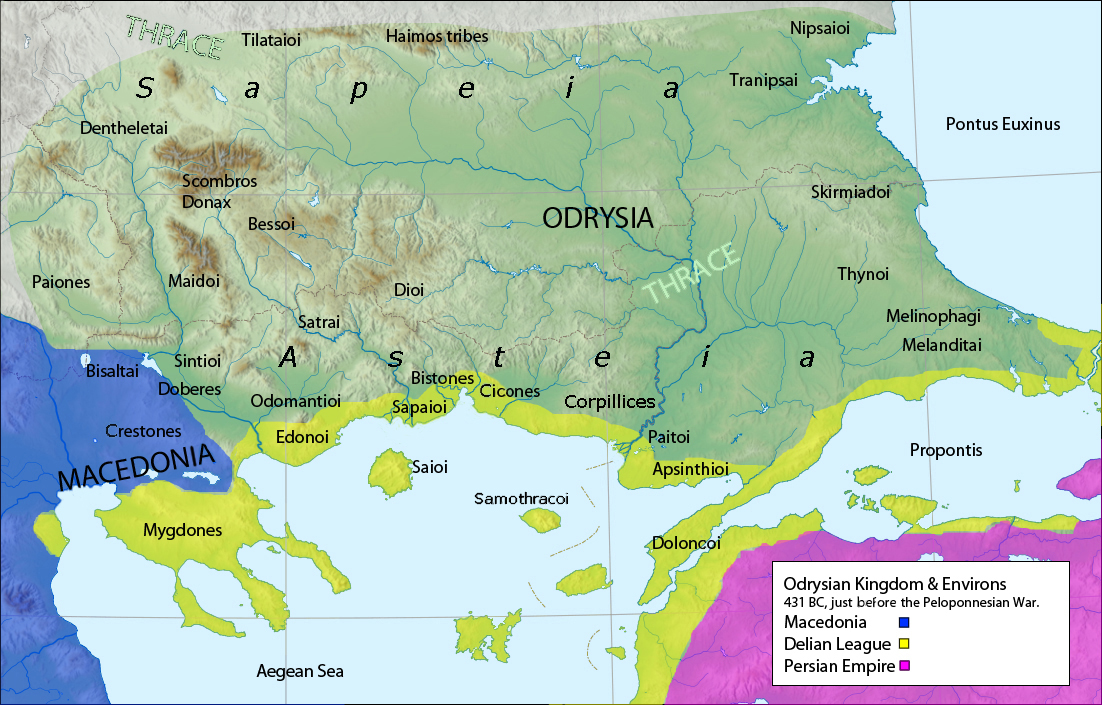
Posizione approssimativa degli Edoni

Gli Edoni (Edones, Edonides) (greco: Ἠδωνοί) erano una tribù Tracia che abitò soprattutto tra i fiumi Mesta e Strimone nel sud della Tracia, ma anche ad ovest dello Strimone fino all'Assio. Abitarono la regione della Migdonia prima che i Macedoni li cacciassero. Vi furono numerose città Edoni nell'era classica, tra cui Drabescus e Myrcinus.

## Storia
La strategicamente importante colonia ateniese di Ennea Hodoi ("Nove Vie", in seguito Anfipoli) fu conquistata dagli Edoni poco dopo che l'impero persiano fu cacciato dall'area. Gli Edoni ed i vicini Traci sconfissero una grande invasione Ionica guidata da Atene 32 anni dopo. Gli ateniesi ed i loro alleati avanzarono fino alla valle di Angitis verso Drabescus, prima di essere tagliati fuori e completamente distrutti, perdendo 1000 uomini nel disastro. Atene strappò il controllo di Anfipoli agli Edoni subito prima della guerra del Peloponneso. Brasida liberò la città durante il conflitto e, dopo un colpo di Stato pro-Sparta, gli Edoni ne divennero alleati. Raggiunsero il culmine del proprio esercito quando sconfissero l'offensiva di Cleone.

## Mitologia
Licurgo, figlio di Dryas, fu un mitologico re degli Edoni, il quale esiliò Dioniso nelle isole, ma che fu alla fine spodestato ed ucciso dal proprio popolo. Il conflitto iniziò con l'opposizione di Licurgo al bere vino ed al culto del nuovo dio. Licurgo era appostato alla base del fiume Strimone nei pressi di Anfipoli. Secondo una versione della storia, fu imprigionato dagli Edoni presso il monte Pangeo, e quindi lacerato dai propri cavalli per ordine di Dioniso. Gli Edoni erano celebrati per il culto orgiastico di Bacco (Dioniso). Nei poemi latini il termine Edonis indica un baccanale femminile. I precursori Peresadyes, della dinastia di Bardylis che regnò sui Dardani, erano probabilmente Edoni.